# Бобеликова ливада
Бобеликова ливада или Тепсија је излетиште на Фрушкој гори, налази се покрај пута који води ка Лежимиру, недалеко од ракрснице са Партизанским путем.
Излетиште је окружено шумом са свих страна и својом зеленом површином равног и кружног облика неодољиво подсећа на тепсију, због чега је и добило незваничан назив по тој кулинарској посуди. Бобеликова ливада је опремљена дрвеним столовима са клупама иидеално је место за одмор и пикник.